# Khalil Ullah Khan
Khalil Ullah Khan (Sylhet, 2 de fevereiro de 1934 — 7 de dezembro de 2014) foi um ator bengali.
Atuou em mais de 800 filmes.  Seu primeiro prêmio nacional veio pela atuação em Alamgir Kumkum's Gunda onde atuou com Sumita Devi e Sultana Zaman.